# 狭叶缩叶藓
狭叶缩叶藓（学名：Ptychomitrium linearifolium）为缩叶藓科缩叶藓属下的一个种。